# Vierschanzentournee 1953/54
Bei der 2. Vierschanzentournee 1953/54 fand das Springen in Oberstdorf am 31. Dezember statt, am 1. Januar folgte das Springen in Garmisch-Partenkirchen und am 3. Januar das Springen in Innsbruck. Die Veranstaltung in Bischofshofen wurde am 6. Januar durchgeführt. Gesamtsieger wurde der Norweger Olaf B. Bjørnstad, der drei der vier Einzelspringen für sich entschied. Der zuvor als Top-Favorit gehandelte Titelverteidiger Josef Bradl aus Österreich gewann den letzten Wettkampf in Bischofshofen und belegte den dritten Rang in der Gesamtwertung.

## Vorbereitungen und Tourneeverlauf
Bis spät in den Dezember 1953 hatte es in Mitteleuropa nicht geschneit, sodass die Ausrichtung der zweiten Vierschanzentournee immer unwahrscheinlicher wurde. Tatsächlich sagten die Veranstalter das für den 27. Dezember vorgesehene erste Springen in Oberstdorf ab, versäumten es aber, den österreichischen Athleten diese Entscheidung mitzuteilen. Diese reisten daher nach Oberstdorf, wo kurz nach ihrer Ankunft der Schneefall begann. Binnen weniger Tage richteten Mitglieder des Skiclubs Oberstdorf – unter Mithilfe weiterer Einheimischer und der anwesenden Athleten – die Schanze wettkampfbereit her, die ausländischen Skiverbände wurden informiert, dass die Tournee doch stattfinden könne. Um den Start der nordeuropäischen Mitfavoriten zu ermöglichen, änderte die skandinavische Fluggesellschaft SAS kurzfristig ihren Flugplan. Die am 31. Dezember eingetroffenen Norweger, Schweden und Finnen wurden nach ihrer Ankunft am Flughafen München-Riem direkt zur Schattenbergschanze gebracht und absolvierten dort den ersten Wettkampf.
Bei der zweiten Auflage der Tournee, an der sieben Nationen teilnahmen – eine mehr als bei der Premiere im Vorwinter – galt Titelverteidiger Josef Bradl als größter Sieganwärter, zumal mehrere Elitespringer der führenden Skisprungnation Norwegen nicht bei der Vierschanzentournee starteten. Dennoch war die norwegische Mannschaft unter anderem mit dem amtierenden Olympiasieger Arnfinn Bergmann ebenfalls stark aufgestellt. Bergmann vergab seine Siegmöglichkeit jedoch bereits beim ersten Springen, als er in Oberstdorf nach einem Sprung auf gute 56 Meter stürzte und im Zwischenklassement auf den 21. Rang zurückfiel. Bei den drei verbliebenen Wettkämpfen platzierte sich der Olympiasieger auf den Positionen 2, 3 und 4, wodurch er sich im Gesamtklassement auf dem fünften Platz einreihte. Auch Josef Bradl verlor die Chance auf die Titelverteidigung durch einen schlechten Wettkampf: Beim zweiten Springen in Garmisch-Partenkirchen zeigte er – auf schlecht gewachste Ski zurückgeführte – schwache Leistungen und platzierte sich abgeschlagen im Mittelfeld. Durch einen deutlichen Sieg beim letzten Wettbewerb verbesserte sich der Österreicher auf den dritten Gesamtrang und war damit der mit Abstand beste Mitteleuropäer.
Souveräner Tourneesieger wurde mit 888,1 Punkten der Norweger Olaf B. Bjørnstad, der die ersten drei Wettkämpfe für sich entschied, beim Abschlussspringen den dritten Rang belegte und somit konstant hervorragende Ergebnisse erzielte. Bjørnstad profitierte während der Tournee häufig von seinen guten Haltungsnoten, dank derer er die weiter springenden Athleten, wie etwa Bradl oder den Finnen Matti Pietikäinen, hinter sich ließ. Fast 40 Punkte Rückstand auf Bjørnstad hatte der zweitplatzierte Eino Kirjonen, der während der Tournee zwar nur einmal auf dem Podest gestanden hatte, aber alle vier Wettbewerbe unter den Top Ten beendet hatte. Bester Deutscher war Josef Kleisl auf dem neunten Rang.

## Teilnehmer
Die nachfolgende Tabelle listet alle Springer auf, die auf der Homepage der FIS im Statistik-Bereich aufgeführt sind. Diese Zusammenstellung ist mit großer Wahrscheinlichkeit nicht vollständig.
| Nation         | Athleten |
| -------------- | --- |
| BR Deutschland | Helmut Böck, Max Bolkart, Toni Brutscher, Franz Dengg, Franz Eder, Willy Gotthold, Heinz Hauser, Sepp Hohenleitner, Josef Kleisl, Toni Landenhammer, Sepp Weiler |
| Österreich     | Josef Bradl, Rudolf Dietrich, Ferdl Kerber, Siegfried Kostner, Alois Leodolter, Albin Plank, Erwin Steinegger, Walter Steinegger, Anton Wieser, Karl Wilhelm     |
| Finnland       | Aulis Kallakorpi, Eino Kirjonen, Esko Mömmö, Matti Pietikäinen                                                                                                   |
| Jugoslawien    | Rude Finzgar, Jože Langus, Albin Rogelj |
| Kanada         | Jeremy Baig |
| Norwegen       | Arnfinn Bergmann, Olav Bjørnstad, Arne Ellingsen |
| Schweden       | Toivo Lauren, Arne Nilsson |
| Schweiz        | Gottfried Brügger, Andreas Däscher, Fritz Schneider |

## Ergebnisse

### Oberstdorf
- Datum: 31. Dezember 1953
- Land:  BR Deutschland
- Schanze: Schattenbergschanze

| Pos. | Springer          | Land           | Punkte |
| ---- | ----------------- | -------------- | ------ |
| 01   | Olaf B. Bjørnstad | Norwegen       | 222,0  |
| 02   | Josef Bradl       | Österreich     | 220,5  |
| 03   | Aulis Kallakorpi  | Finnland       | 216,0  |
| 04   | Arne Ellingsen    | Norwegen       | 215,5  |
| 05   | Albin Rogelj      | Jugoslawien    | 207,0  |
| 06   | Eino Kirjonen     | Finnland       | 206,0  |
| 07   | Franz Dengg       | BR Deutschland | 204,0  |
| 08   | Franz Eder        | BR Deutschland | 202,0  |
| 09   | Arne Nilsson      | Schweden       | 201,0  |
| 09   | Toni Brutscher    | BR Deutschland | 201,0  |

### Garmisch-Partenkirchen
- Datum: 1. Januar 1954
- Land:  BR Deutschland
- Schanze: Große Olympiaschanze

| Zwischenstand nach 2 Springen | Zwischenstand nach 2 Springen | Zwischenstand nach 2 Springen |
| Pos.                          | Springer                      | Punkte                        |
| ----------------------------- | ----------------------------- | ----------------------------- |
| 01.                           | Bjørnstad                     | 448,0                         |
| 02.                           | Kirjonen                      | 427,5                         |
| 03.                           | Kallakorpi                    | 420,5                         |

| Pos. | Springer          | Land           | Punkte |
| ---- | ----------------- | -------------- | ------ |
| 01   | Olaf B. Bjørnstad | Norwegen       | 226,0  |
| 02   | Eino Kirjonen     | Finnland       | 221,5  |
| 03   | Esko Mömmö        | Finnland       | 217,0  |
| 04   | Arnfinn Bergmann  | Norwegen       | 216,5  |
| 05   | Franz Eder        | BR Deutschland | 205,5  |
| 06   | Aulis Kallakorpi  | Finnland       | 204,5  |
| 07   | Toivo Lauren      | Schweden       | 197,0  |
| 08   | Arne Nilsson      | Schweden       | 192,5  |
| 09   | Toni Brutscher    | BR Deutschland | 191,5  |
| 09   | Josef Kleisl      | BR Deutschland | 191,5  |

### Innsbruck
- Datum: 3. Januar 1954
- Land:  Österreich
- Schanze: Bergiselschanze

| Zwischenstand nach 3 Springen | Zwischenstand nach 3 Springen | Zwischenstand nach 3 Springen |
| Pos.                          | Springer                      | Punkte                        |
| ----------------------------- | ----------------------------- | ----------------------------- |
| 01.                           | Bjørnstad                     | 672,5                         |
| 02.                           | Kirjonen                      | 645,0                         |
| 03.                           | Kallakorpi                    | 628,0                         |

| Pos. | Springer          | Land        | Punkte |
| ---- | ----------------- | ----------- | ------ |
| 01   | Olaf B. Bjørnstad | Norwegen    | 224,5  |
| 02   | Matti Pietikäinen | Finnland    | 223,5  |
| 03   | Arnfinn Bergmann  | Norwegen    | 218,5  |
| 04   | Arne Ellingsen    | Norwegen    | 218,0  |
| 05   | Eino Kirjonen     | Finnland    | 217,5  |
| 06   | Josef Bradl       | Österreich  | 212,5  |
| 07   | Esko Mömmö        | Finnland    | 211,5  |
| 08   | Aulis Kallakorpi  | Finnland    | 207,5  |
| 09   | Albin Rogelj      | Jugoslawien | 206,0  |
| 10   | Arne Nilsson      | Schweden    | 203,5  |

### Bischofshofen
- Datum: 6. Januar 1954
- Land:  Österreich
- Schanze: Paul-Außerleitner-Schanze

| Pos. | Springer          | Land           | Punkte |
| ---- | ----------------- | -------------- | ------ |
| 01   | Sepp Bradl        | Österreich     | 222,5  |
| 02   | Arnfinn Bergmann  | Norwegen       | 218,4  |
| 03   | Olaf B. Bjørnstad | Norwegen       | 215,6  |
| 03   | Matti Pietikäinen | Finnland       | 215,6  |
| 05   | Franz Eder        | BR Deutschland | 213,4  |
| 06   | Aulis Kallakorpi  | Finnland       | 210,1  |
| 07   | Josef Kleisl      | BR Deutschland | 208,8  |
| 08   | Toivo Lauren      | Schweden       | 207,0  |
| 09   | Eino Kirjonen     | Finnland       | 206,2  |
| 10   | Arne Ellingsen    | Norwegen       | 205,6  |

## Gesamtstand
| Pos. | Springer          | Land           | Punkte |
| ---- | ----------------- | -------------- | ------ |
| 01   | Olaf B. Bjørnstad | Norwegen       | 888,1  |
| 02   | Eino Kirjonen     | Finnland       | 851,2  |
| 03   | Josef Bradl       | Österreich     | 844,0  |
| 04   | Aulis Kallakorpi  | Finnland       | 838,1  |
| 05   | Arnfinn Bergmann  | Norwegen       | 830,9  |
| 06   | Arne Ellingsen    | Norwegen       | 820,1  |
| 07   | Toivo Lauren      | Schweden       | 800,5  |
| 08   | Arne Nilsson      | Schweden       | 795,6  |
| 09   | Josef Kleisl      | BR Deutschland | 794,8  |
| 10   | Albin Rogelj      | Jugoslawien    | 792,2  |